# Philip Blommaert

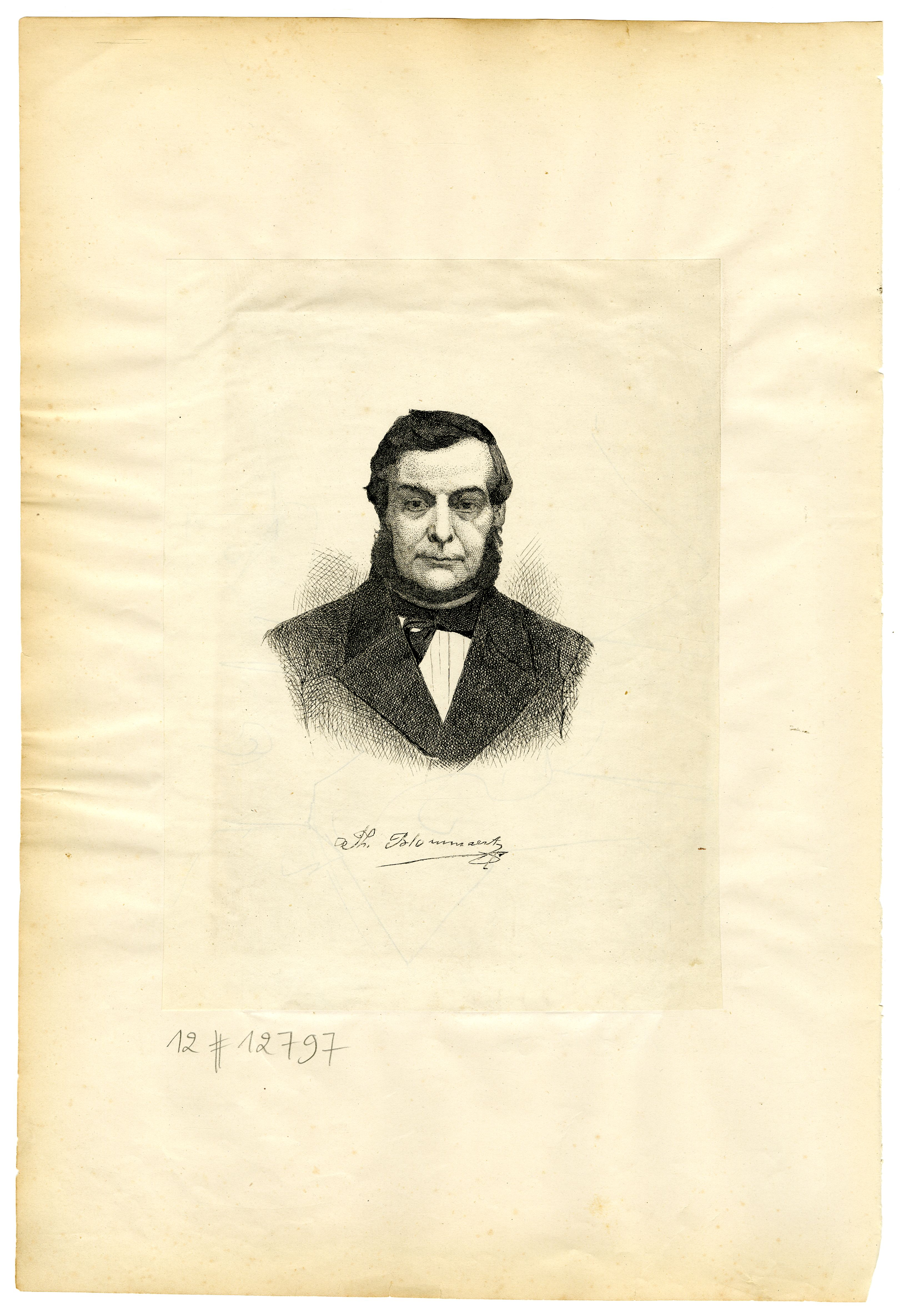
Philip Blommaert.

Philip(pe) Marie, Jonkheer Blommaert, född 24 augusti 1809 i Gent, död 14 augusti 1871, var en belgisk skriftställare. 
Blommaert var en av de främsta målsmännen för det flamländska språkets rätt gentemot franskt inflytande samt utgav i sådan avsikt flera äldre flamländska dikter, varjämte han skrev en flamländsk översättning av "Nibelungenlied". Tillsammans med Jan Frans Willems satte han sig 1840 i spetsen för dem, som till regeringen ingick med petitioner i språkfrågan. Hans förnämsta arbete är Aloude geschiedenis der belgen of nederduitschers (1849).